# کلارکدیل (ایندیانا)
کلارکدیل (به انگلیسی: Clarksdale) یک منطقهٔ مسکونی در ایالات متحده آمریکا است که در شهرستان براون، ایندیانا واقع شده‌است. کلارکدیل ۲۰۶٫۹۶ متر بالاتر از سطح دریا واقع شده‌است.